# Qash
Qash è una circoscrizione rurale (rural ward) della Tanzania situata nel distretto di Babati, regione del Manyara. Conta una popolazione di 19 549 abitanti (censimento 2012).